# André Eulry
André Eulry, né le 30 septembre 1930 à Sainte-Savine (Aube) et mort le 13 juillet 1980 à Céret (Pyrénées-Orientales), est un peintre français.

## Biographie
Puisqu'il aime le bois, André Eulry choisit à 14 ans de devenir menuisier-ébéniste. Entré en apprentissage à l'école Saint-Joseph, il est vite remarqué par les frères qui l'encouragent à suivre des cours à l'école des beaux-arts.
Très vite, il se passionne pour la peinture et part pour Paris à 17 ans. Il y rencontre le peintre Victor Galière et fréquente assidûment les musées, notamment celui de l'Orangerie, où il est fasciné pour les impressionnistes français, en particulier Cézanne.[réf. nécessaire]
De retour à Troyes, il gagne sa vie en réalisation affiches et reproductions. Il reçoit deux fois de suite le prix de la Société académique de l'Aube. Il se marie en 1951 et part vivre en Corse l'année suivante. La découverte du paysage insulaire le touche profondément.[réf. nécessaire]
À 25 ans, il s'installe en 1955 à Céret dans le Vallespir avec sa famille. Il éprouve un vrai coup de foudre pour ce pays lumineux qui sans qu'il le sache a inspiré tant de peintres avant lui, Soutine, Picasso, Braque,…). Son premier atelier durant quelques mois en 1955 se trouvait justement au dernier étage mansardé de la maison Delcros, devenue maison Parayre, occupée également par ces 2 derniers peintres  43 ans avant. En 1960, son nouvel atelier en haut de la maison Julia, place du Barri, est voisin de celui de Pinchus Krémègne et de Peter Sprengholz. L'Ermitage  Saint-Ferreol de Céret hébergea son 3ème atelier, avant son retour en ville, auprès du Pont du Diable.
Il vit ces premières années à Céret comme touché par la grâce. Profondément croyant, il se plonge dans la foi et dans la peinture avec la même passion. Il fréquente les jeunes artistes du pays, découvre la philosophie, la littérature, inonde son atelier de musique classique. Il ne fait qu'une exposition individuelle, préférant les expositions collectives. Souvent insatisfait, il détruira tout au long de sa vie de nombreuses toiles.[réf. nécessaire]

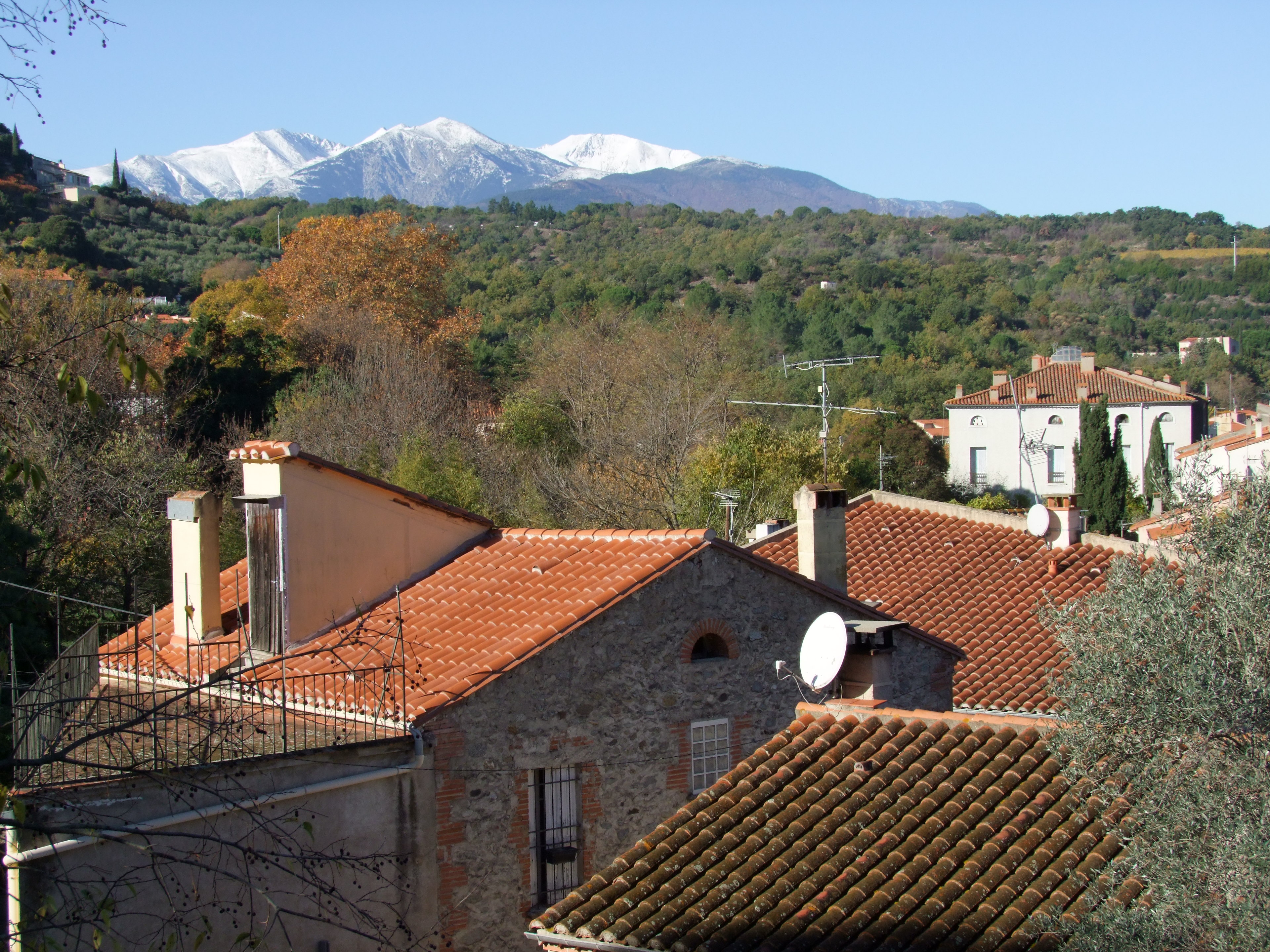
Dès sa venue à Céret, le Peintre P. Krémègne s'installa dans la maison surmontée d'un chien-assis, 27 rue Aristide Maillol, en bas du Castellas. Elle est bien visible sur la photo, sous le Massif du Canigou.

Il meurt accidentellement le 13 juillet 1980.
André Eulry est le père de six enfants dont le compositeur de musiques Franck Eulry.

## Son œuvre
- La pierre 1956-1959
- L'eau 1960-1970
- La danse 1970-1980

À son arrivée à Céret il fait de grandes promenades et peint des fragments de roches, d'écorces, de racines, tout entier à la découverte "des rapports qui unissent toutes choses". Il s'amuse d'être qualifié d'abstrait, "car pour moi je n'ai jamais été aussi concret".
Lors de vacances en Sologne en 1959 il découvre la beauté des étangs. Alors que son travail était dominé jusque-là par l'élément terre, il se consacrera à l'élément eau durant plus d'une décennie. Il sort de l'atelier, recherche une matière mobile, fuit le statique, le cérébral.
Pendant les années 1960, son temps est également très pris par des commandes de fresques et de vitraux. Il réalise en particulier le grand vitrail de la chapelle de l'École Saint-Joseph à Troyes, dans le même atelier que celui où a œuvré Chagall. Au-delà des contraintes techniques, c'est une grande joie pour lui que d'unir en une seule œuvre la peinture, la musique et le sacré. Il cherche à exprimer comme dans sa peinture les rythmes de la nature, mais en ascension vers Dieu, comme un "hymne à la création tout entière".
De retour à Céret il continue ses études d'eau, mais commence à aspirer à autre chose : « Je voudrais sortir de l'espèce de néo-impressionnisme dans lequel je m'étais engagé comme malgré moi et qui m'empêtrait terriblement ». Il s'intéresse désormais surtout à la lumière, puis aux rythmes, à la danse enfin, qui rappelle ses premières études de failles, d'écorces. Les dernières œuvres sont rythmées, aux couleurs violentes, comme affolées.